# Jurij Mihajlovics Poljakov
Jurij Mihajlovics Poljakov (Moszkva, 1954. november 12. –) szovjet, orosz író, költő, drámaíró, forgatókönyvíró és közéleti személyiség, a Színjátszók Országos Szövetségének elnöke, a Literaturnaja Gazeta szerkesztőbizottságának elnöke ig. 2021, a Literaturnaya Gazeta főszerkesztője (2001-2017).

## Életrajza
1954. november 12-én született Moszkvában, munkáscsaládban. Apa - Poljakov Mihail Timofejevics, villanyszerelő; anya - Poljakova Lidia Iljinicsna, a moszkvai margaringyár technológusa.
Poljakov képességeit először I. A. Osokina iskolai irodalomtanár tárta fel. A Moszkvai Regionális Pedagógiai Intézet Orosz Nyelv- és Irodalomtudományi Karán szerzett diplomát. A gimnáziumban tanárként kezdett dolgozni. Alkotói útját költészettel kezdte (L. N. Vasziljeva költőnő szemináriuma).
Még iskolás korában kezdett el verseket írni, majd 1973-tól az Össz-szövetségi Lenini Kommunista Ifjúsági Szövetség és a Moszkvai Írószervezet Moszkvai Városi Bizottságának Irodalmi Stúdiójában tanult. Részt vett V. V. Sikorsky költő szemináriumán. Poljakov első költeménye 1974-ben jelent meg a Moszkovszkij Komszomolec újságban, három évvel később az újság nagy válogatást közölt a versekből. Az intézet elvégzése után Poljakov rövid ideig tanított a Dolgozók Ifjúsági Iskolájában. 1976-1977-ben a GSVG-nél szolgált a CAY 2S3 "Akacija" Önjáró löveg rakodójaként, majd a divíziós újság szerkesztőjeként.
A katonai szolgálat után a Komszomol Bauman kerületi bizottságának iskolai osztályán kezdett dolgozni. Egy évvel később a Moscow Writer újsághoz került, ahol 1986-ig dolgozott, egy tudósítóból lett a főszerkesztő. 1979 óta dolgozik együtt a Literaturnaya Gazetával. 1979-ben jelent meg az első verseskötet „Érkezési idő” címmel, 1981-ben pedig a második „Beszélgetés egy baráttal” címmel.
A „Сто дней до приказа” (Száz nappal a parancs előtt) és a „ЧП районного масштаба” (Regionális vészhelyzet) című regények nagy népszerűséget hoztak az író számára - az 1980-as évek legelején írtak, csak a peresztrojka kezdetével jelentek meg: 1985 januárjában a „Юность” magazin megjelentette „Vészhelyzet”-et, két évvel később pedig – a „Száz nappal a parancs előtt”. Hamarosan leforgatták a "Regionális vészhelyzet" című történetet, majd más művek alapján filmeket adtak ki. Poljakov a modern társadalom életével kapcsolatos filozófiai megfigyeléseit tükrözte a „Демгородок” (Demagrád), „Апофегей”, „Козлёнок в молоке” (Gödölye tejben) című könyvekben. Az író egyik leglenyűgözőbb dolga a kalandos szerelmi nyomozós történet, a "Небо падших" (Bukottak égboltja), amely arról szól, hogy milyen kegyetlen árat kell fizetni az élet új urainak szupergyors sikeréért és mesés gazdagodásáért. A Грибной царь (Gombakirály) (2005) című regényből több mint 130 000 példány jelent meg, tele friss aforizmákkal és maró szatírákkal a középkorú felsővezetők szellemi, erkölcsi, családi és szexuális dobásairól.
1981-ben Poljakov megvédte Ph.D. disszertációját a következő témában: „Georgij Szuvorov költő-harcos (A frontvonal költészetének történetéről)”, és doktorált filológiából. Ugyanebben az évben felvették a Szovjetunió Írószövetségébe. Ezt követően orosz nyelv és irodalom tanárként dolgozott.
2001. április 19-e óta a Literaturnaja Gazeta (Литературной газеты) főszerkesztője, az újság történetében a 31.
A 2000-es években újságírói esszék-pamfletsorozatot adott ki: „A Kreml csendje” és mások («Молчание кремлят» и других) az irodalom szerepéről a reform utáni orosz társadalom életében, az írókonformizmusról és az irodalmi folyamat manipulálásának eszközeiről.
A kritikusok Poljakovot a „groteszk realizmus” műfajának vezetőjeként emelik ki, a korszakok ütközetére jellemző történelmi visszatekintésben; jegyezzük meg Poljakov műveinek eredeti és mindig felismerhető nyelvezetét, tele allegóriákkal és metaforákkal, elegáns erotikaleírásokkal, finom iróniával telítve, észrevétlenül lírává válva. Az író regényeiben és történeteiben, amelyek töredékei újságírói jellegűek, az orosz alkotó értelmiség életének szatirikus képe élénken jelenik meg.
2012-ben jelent meg a „Убегающий от любви” (Menekülés a szerelem elől) című gyűjtemény, amely korai és új történeteket is tartalmazott Poljakovtól, aki továbbra is egy sikeres orosz értelmiségi, gyakran sikeres vállalkozó pszichológiáját tanulmányozza, aki önmagát keresi, az író eredeti kifejezése szerint a „kezdeti” életet.
Poljakov műveit közeli és távoli országok számos nyelvére lefordították. Prózája szerepel a modern orosz irodalom iskolai és egyetemi kurzusain.
Szerzői műsorokat vezetett a televízióban: Családi csatorna, Költészet, Egy szót sem a politikáról (Összoroszországi Állami Televízió és Rádióműsorszolgáltató Orosz Egyetemek), Gondolkozzunk együtt, Szemben a várossal, 2010 októberétől 2012 júniusáig a "Kontextus" utolsó műsorának házigazdája volt a "Russia-Culture" tévécsatornán.
2012 februárjában felkerült Vlagyimir Putyin orosz elnökjelölt meghatalmazotti listájára. Döntését motiválva megjegyezte: "Putyin bizalmasa lettem, abban a hitben, hogy megkezdte Jelcin katasztrofális politikájának revízióját".
2015 decemberében Poljakov politikai pozíciója és a 2013–2014-es ukrán eseményekkel kapcsolatos nézetei miatt felkerült az Ukrajna területén „persona non grata” orosz állampolgárok feketelistájára.
Vlagyimir Medinszkij orosz kulturális miniszter "A fal" (Стена) című könyve alapján készült színházi előadás szerzője. Az előadás premierjét 2017-re tervezték a Moszkvai Gorkij Művészeti Színház színpadán.
2017 augusztusa óta Poljakov már nem főszerkesztője a Literaturnaja Gazeta-nak, azonban továbbra is a szerkesztőbizottság elnöke maradt.
2018 januárjában Vlagyimir Putyin bizalmasa lett a 2018. március 18-i elnökválasztáson. 2018. november 20-án rotáció eredményeként kilépett az Orosz Föderáció Kulturális és Művészeti Elnöke mellett működő Tanácsból.
Ukrajna 2022-es orosz inváziója után Poljakov demonstratívan nyilvánosan támogatta az orosz kormányt. 2022 márciusában fellebbezést írt alá Oroszország Ukrajna elleni inváziója támogatására.
2024-ben szakértőként tevékenykedett Arkagyij Mamontov „Külföldi ügynökök” című dokumentumfilmjében, amelyet az „Россия-24” állami tévécsatorna sugárzott 2024 áprilisában.

## Alkotószövetségekben és közszervezetekben
Poljakov az Írószövetség és a Moszkvai Újságírók Szövetségének tagja. Az Orosz Föderáció Kulturális és Művészeti Elnöke melletti Tanács tagja, a Nemzetközi Irodalmi Alap, a Nemzetközi Irodalmi Alap elnökségének társelnöke, az Orosz Könyvtárak Fejlesztését Segítő Nyilvános Bizottság tagja.
- 2005–2009-ben a civil társadalmi intézmények fejlesztésével és az emberi jogokkal foglalkozó elnöki tanács tagja volt.
- 2013-ig az Orosz Föderáció Védelmi Minisztériuma alá tartozó Köztanács tagja volt, a Tanács alelnöke volt.
- 2013 óta az Orosz Könyvtári Szövetség tiszteletbeli tagja.
- 2016 óta - az Orosz Föderáció Kulturális Minisztériuma alá tartozó Köztanács elnöke.
- 2018 óta – a Színjátszók Országos Szövetségének elnöke.
- 2019 óta az Állami Duma Kulturális Bizottsága mellett működő Köztanács tagja.

## Családja
- Feleség - Poljakova (szül. Posztaljuk) Natalija Ivanovna, programozó. Hrunicsev Ivan Makarovich Posztaljuk, egy frontkatona lánya, aki a Hrunyicsev Gépgyárban dolgozott.
- Lánya - Poljakova Alina Jurijevna, filológus.
- Unokák - Jegor Makszimovics Seljudjakov, Ljubov Makszimovna Seljudjakova.

A család Peredelkinóban él.

## Művei
- 1980 — Время прибытия: стихи.
- 1980 — Сто дней до приказа (1987-ben jelent meg)
- 1981 — Разговор с другом: стихи.
- 1981 — ЧП районного масштаба (1985-ben jelent meg)
- 1983 — Между двумя морями.
- 1985 — История любви: стихи.
- 1986 — Работа над ошибками
- 1987 — Личный опыт: стихи.
- 1988 — За боем бой.
- 1990 — Апофегей.
- 1991 — Парижская любовь Кости Гуманкова.
- 1994 — Демгородок.
- 1994 — Избранное в 2 т.
- 1995 — Козлёнок в молоке (1994-ben írva)
- 1997 — Небо падших
- 1997 — Сочинения в 3 т.
- 1999 — Порнократия.
- 1999 — Замыслил я побег…
- 2002 — Возвращение блудного мужа
- 2004 — Хомо эректус, или Обмен жёнами
- 2005 — Грибной царь
- 2007 — Зачем вы, мастера культуры? — Литературная газета.
- 2008 — Гипсовый трубач, или Конец фильма
- 2009 — Гипсовый трубач. Дубль два
- 2012 — Конец фильма, или Гипсовый трубач
- 2013 — Гипсовый трубач
- 2015 — Любовь в эпоху перемен
- 2017 — По ту сторону вдохновения
- 2019 — Весёлая жизнь, или Секс в СССР
- 2021 — Совдетство
- 2022 — Совдетство - 2

### Filmek Poljakov művei alapján
- 1987 — «Работа над ошибками»
- 1988 — «ЧП районного масштаба»
- 1990 — «Сто дней до приказа»
- 2000 — «Игра на вылет»
- 2001 — «Левая грудь Афродиты»
- 2003 — «Замыслил я побег…»
- 2003 — «Козлёнок в молоке»
- 2004 — «Парижская любовь Кости Гуманкова»
- 2011 — «Небо падших» режиссёра Валентина Донскова;
- 2013 — «Апофегей»
- 2014 — «Грибной царь»
- 2014 — «Соврёшь — умрёшь»

A forgatókönyv társszerzője
- 1999 — «Ворошиловский стрелок»
- 2000-01— «Салон красоты»
- 2001 — «С новым счастьем! 2. Поцелуй на морозе»

Ezenkívül Jurij Poljakov epizódszerepeket játszott a „Козлёнок в молоке” és az „Апофегей” filmekben.

### Magyarul
- Gödölye tejben (Козлёнок в молоке) – Helikon, Budapest, 2011 · ISBN 9789632272986 · fordította: Goretity József
- Szökni szeretnék (Замыслил я побег) – Helikon, Budapest, 2012 · ISBN 9789632273525 · fordította: Goretity József
- Bukottak égboltja (Небо падших) – Helikon, Budapest, 2015 · ISBN 9789632276427 · fordította: Goretity József
- Demagrád (Демгородок) – Helikon, Budapest, 2017 · ISBN 9789632276434 · fordította: Goretity József

## Fordítás
- Ez a szócikk részben vagy egészben  a(z)   Поляков, Юрий Михайлович című orosz Wikipédia-szócikk fordításán alapul.  Az eredeti cikk szerkesztőit annak laptörténete sorolja fel. Ez a jelzés csupán a megfogalmazás eredetét és a szerzői jogokat jelzi, nem szolgál a cikkben szereplő információk forrásmegjelöléseként.